# Jonge duinen
Jonge duinen is de naam voor een recent gevormd type duinen in Noordwest-Europa. De term 'jonge' verwijst naar de ontstaansperiode in vergelijking tot de oude duinen.

## Ontstaan
De jonge duinen zijn ontstaan in de tweede transgressieperiode tijdens het Holoceen. In de tweede regressieperiode waren veel oude duinen door de zee weggeslagen. Nadat het zeeniveau in de tweede transgressieperiode weer steeg herhaalde het proces van duinvorming zich zoals dat bij de oude duinen gebeurd was. De jonge duinen werden tot wel enkele tientallen meters hoog en vormen nu nog steeds een groot deel van de kust langs de Noordzee.
In Nederland worden de zandige afzettingen van de jonge duinen het Laagpakket van Schoorl genoemd.